# Silana
Silana là một chi bọ cánh cứng trong họ Chrysomelidae.
Chi này được miêu tả khoa học năm 1914 bởi Spaeth.

## Các loài
Chi này gồm các loài:
- Silana farinosa (Boheman, 1862)